# Brabus
Brabus, fundada en 1977 en Bottrop (Región del Ruhr), Alemania, por Klaus Brackmann y Bodo Buschmann, es una compañía de tuning de alto rendimiento especializada en Mercedes-Benz, Smart y Maybach.
Propiedad de Bodo Buschmann, Brabus se ha convertido en el mayor tuneador de Mercedes; Brabus no tiene relación con Mercedes-AMG, ya que AMG se convirtió en filial de Daimler AG en la década de los 90. Entre sus competidores se encuentran Lorinser, Carlsson, Kleemann y Renntech.
El principal objetivo de Brabus es lograr el máximo rendimiento del motor a través del aumento de los caballos y el par motor. Los clientes pueden comprar los coches directamente de Brabus o mandar su Mercedes para ser personalizado y/o modificado. Si los clientes solicitan un coche a Brabus, Brabus compra el coche solicitado por el cliente a Mercedes y luego lo modifica según las peticiones del cliente. Brabus es conocido por proveer unos servicios de tuning muy costosos, haciendo que "si tiene que preguntar el precio, no puede permitírselo".
Brabus ofrece desde simples mejoras como alerones de bajo perfil, bodykits, fibra de carbono y llantas de aleación de múltiples piezas, hasta mejoras más avanzadas como el diferencial autoblocante.

## Automóviles modificados por Brabus

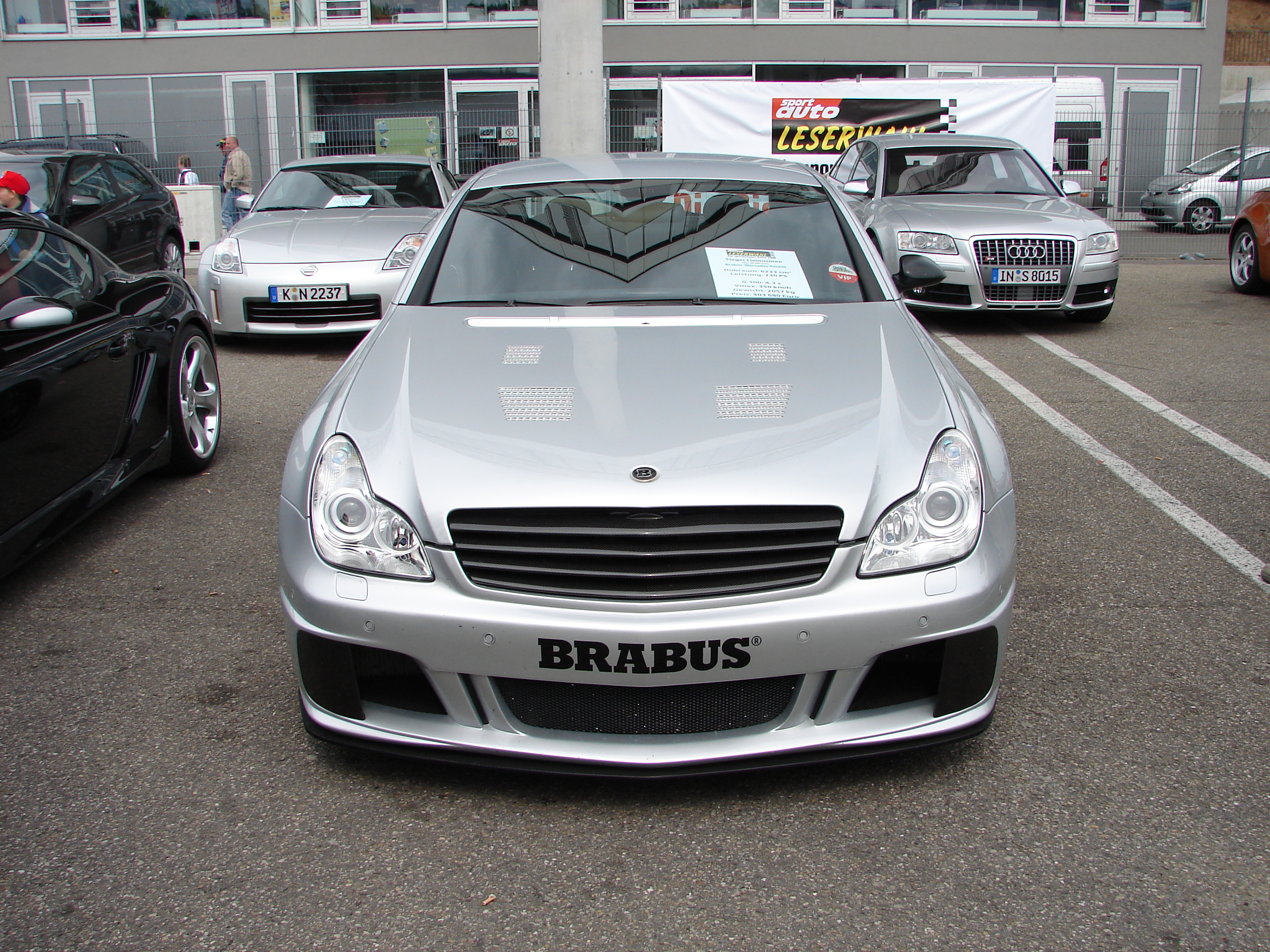
Brabus Rocket.

La compañía ha construido también ediciones especiales de Mercedes-Benz, Maybach y Smart.

### Mercedes-Benz Clase C
- BRABUS BULLIT (Clase C)
- BRABUS CV8 (Clase C)

### Mercedes-Benz Clase CL
- BRABUS SV12 S Coupé (CL 600)
- BRABUS T 13 Coupé (CL 600)

### Mercedes-Benz Clase CLS
- BRABUS ROCKET (Clase CLS)

### Mercedes-Benz Clase E
- BRABUS E V12S (Clase E)
- BRABUS BLACK BARON (Clase E)

### Mercedes-Benz Clase G
- BRABUS G V12 (Clase G)
- BRABUS G V12 S (Clase G)

### Mercedes-Benz Clase GLK

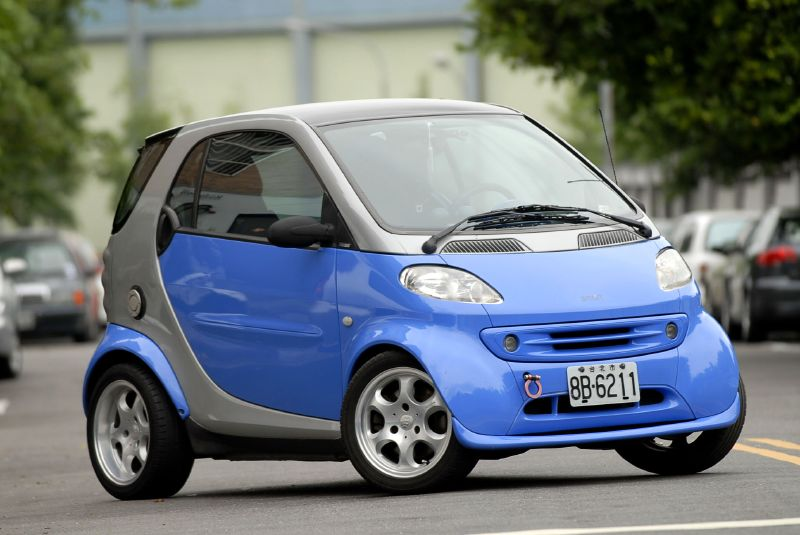
Brabus Ultimate 112.

- BRABUS GLK V8 (Clase GLK)

### Mercedes-Benz Clase ML
- BRABUS ML 63 Biturbo (ML 63)

### Mercedes-Benz Clase S
- BRABUS SV12 S Limousine (S 600 L)
- BRABUS T 13 Limousine (S 600)

### Mercedes-Benz Clase SL
- BRABUS SV12 S Roadster (SL 600)
- BRABUS T 13 Roadster (SL 600)
- BRABUS SL 55 K8 Roadster (SL 55)

### Mercedes-Benz Viano
- BRABUS 6.1 (Viano 3.2 long)

### Maybach
- BRABUS SV12 S (Maybach 57(S) / 62(S))

### Smart Fortwo
- BRABUS Ultimate 112 (Smart Fortwo convertible)
- BRABUS Smart Electric Drive (vehículo eléctrico)[1]

## Récords
Brabus posee algunos récords mundiales.
- En 1996, el Brabus E V12 batió el récord para el sedán legal más rápido del mundo con 330 km/h (205.1 mph).
- En 2003, el Brabus E V12 Biturbo batió el récord para el sedán legal más rápido del mundo con 350.2 km/h (217.6 mph).
- En 2006, el Brabus Rocket batió el récord para el sedán legal más rápido del mundo, con 362.4 km/h (225.2 mph). El Rocket es un Mercedes-Benz Clase CLS
- En octubre del 2006, Brabus volvió a batir el récord de la sedán legal más rápida del mundo con hgtfukyf365.7 km/h (227.2 mph).

## Especialistas en la mejora de Mercedes-Benz de la competencia
- Carlsson
- Kleemann
- Mercedes-AMG
- Renntech